# Der Leihopa
Der Leihopa ist eine 26-teilige Fernsehserie des Österreichischen Rundfunks, die von 1985 bis 1989 als Familienserie auf ORF 2 und Südwest 3 ihre Erstausstrahlung hatte. Ab Januar 1986 wurde sie vom Bayerischen Fernsehen gesendet.

## Inhalt
Waldemar Herzog, 63 Jahre, Rentner und Witwer aus Wien, will sich als Leihopa zur Verfügung stellen. Bisher gab es in der Agentur jedoch nur Leihomas. Dennoch wird er genommen und erlebt in 26 Episoden heitere, nachdenkliche, lustige und traurige Geschichten. Immer gibt er seine Weisheiten zum Besten. Er passt als Babysitter auf Kinder auf (vom Kleinkind bis zur 16-jährigen Jugendlichen), organisiert ein Kinderfest, setzt sich mit den politischen Ansichten einer WG auseinander etc. Schließlich kommt sein Sohn mit den Enkeln aus den USA und Waldemar lernt Englisch, da der Sohn ihn mitnehmen möchte. Auch privat sucht er noch einmal die Nähe zu einer Gefährtin. Er führt mit dem Foto seiner verstorbenen Frau Therese alias „Reserl“ Gespräche. Des Öfteren streitet Waldemar mit seinem besten Freund Franz, der ein Opernfreund ist, über medizinische Probleme, auch hat Waldemar Probleme mit der aus Tschechien stammenden Haushälterin von Franz – Frau Wavra. Diese bezeichnet Waldemar als „Herr Stettner“. Auch setzt sich Waldemar mit den neugierigen, aufdringlichen Briefträgern auseinander. Waldemar spielt in den späteren Folgen gerne Blockflöte. Schließlich gründet er ab Episode 18 mit Freunden eine eigene Firma. Sie stellen sich auch als Begleitservice zur Verfügung. Durch Streitigkeiten bedingt, kehrt er wieder zur Omaagentur zurück. Am Beginn jeder Episode ist eine von Erich Sokol gezeichnete Karikatur von Alfred Böhm zu sehen.

## Episodenliste

### 1. Zu jung, um sich alt zu fühlen.
Die Serie beginnt damit, dass die Sekretärin von Waldemar Herzogs Arbeitsstelle Schwierigkeiten mit dem Computer hat. Der Chef der Firma erwartet zudem noch arabische Gäste. Waldemar, der in der Firma Buchhalter gewesen ist, geht mit 63 Jahren in Pension und ihm wird eine Gedenkmünze überreicht. Dabei verhält sich Waldemar traurig und fühlt sich vorerst nutzlos. In einem Park außerhalb von Wien trifft er sich mit Franz, wobei das Gespräch der beiden Männer sich zu einem Streit verwandelt und beenden vorerst die Freundschaft. Einige Zeit später, als Waldemar daheim langweilig wird, versucht er einer Frau das Gepäck abzunehmen, die sich aber von Waldemar belästigt fühlt und verweigert radikal Waldemars Hilfe. Später trifft er im Park einen kleinen Buben mit Ball und Frau Röcker, die sich als Leihoma des Buben zu erkennen gibt. Sofort erkundigt sich Waldemar bei der Omaagentur, ob auch Opas benötigt werden. Die Chefin der Agentur empfängt Waldemar freundlich, diese ist aber vorerst skeptisch bei einem Mann, da sie sonst nur Omas vermittelt, wird aber dennoch aufgenommen. Auch überbringt der Briefträger Waldemar einen eingeschriebenen Brief, den er sich selber geschrieben hat. Die Familie Pokorny, an die Waldemar erstmals vermittelt wird, hat zwei Buben, deren Eltern sich heftig um das Erscheinungsbild des Opernbesuches streiten. Waldemar rettet die Situation, indem er der Frau einen Turban aus einem Tuch herstellt. Schnell freundet er sich auch mit den zwei in der Badewanne spielenden Buben an. Diese bringen ihm ein Computerspiel bei und er erzählt ihnen eine aufregende Geschichte zum Einschlafen.
In dieser Folge spricht Waldemar den Leitsatz Warum nicht? Waldemar Herzog-ein Leihopa der im Vorspann jeder Folge zu hören ist.

### 2. Die Versöhnung.
Waldemar ist mit einem kleinen Mädchen im Park unterwegs. Dort trifft er Franz, doch die beiden Männer sind zerstritten. Danach muss er sich um das Kind der Studentin Renate Mayer kümmern, die eine schwere Prüfung vor sich hat. Diese verhält sich anfangs ekelhaft gegenüber Waldemar, da er ihr Moralpredigten zuteilt. Jedoch vertraut sie ihm ihren kleinen Benjamin an. Als Waldemar mit dem kleinen Benjamin ausgeht, spioniert Renates verlassener Freund Wolfgang Moser, der ihr Studienkollege ist, hinter ihm her. In seiner Wohnung betreut Waldemar Benjamin und Franz ist bei der Babypflege behilflich. Sowie Waldemar Renate wieder besucht, redet sie erneut frech auf Waldemars Belehrungen und als Waldemar mit Benjamin ausgeht, spricht ihn erstmals der spionierende Wolfgang an, der nichts von Benjamins Obhut unter Waldemar wusste. Dieser reagiert vorerst bösartig auf Waldemar, doch die beiden Männer geben sich zu erkennen und verstehen sich danach. Später schildert Wolfgang Waldemar seine Lebensumstände mit Renate. Mit einem Trick zitiert Waldemar Renate in seine Wohnung, wo sich Renate und Wolfgang wieder sehen. Renates Reaktion ist auch dabei nicht die Beste, doch Waldemar bringt eine Versöhnung der beiden zustande. Zudem tritt auch Franz mit einem Blutdruckmessgerät in Erscheinung, doch Wolfgang warnt vor einem solchen Gerät und rät ihm, zu einem Arzt zu gehen.

### 3. Der Nothelfer.
In dieser Folge trifft Waldemar auf eine aus Bayern stammende Familie, die vor kurzem nach Wien übersiedelt ist. Der Vater hat zu Arbeiten und um dessen Sohn Florian sich Waldemar kümmern muss. Florian ist zuerst widerspenstig, als ihn sein Vater zu Waldemar bringen will, jedoch verstehen sich die beiden gut und Waldemar bereitet ihm ein Frühstück zu. Waldemar erleidet aber einen Hexenschuss und Florian muss per Telefon Franz verständigen, Franz wird dabei mitten im Musikhören gestört. Franz kommt mit dem Taxi und hat vorerst eine Auseinandersetzung mit dem Fahrer. Franz holt Waldemar vorsichtig aus der Wohnung über die Treppe in das Taxi und wird ins Spital gebracht. Die Heilung verläuft nicht ganz ohne Turbulenzen, da Waldemar eine falsche Versicherungsnummer angibt und mit einer unfreundlichen Krankenschwester auskommen muss. In der Umkleide verliert er seine Schuhe. Währenddessen nimmt sich Franz um Florian an und die beiden gehen in den Schönbrunner Tiergarten. Florian stellt fest, dass Franz wenig über Tiere weiß und Florian büxt aus. Franz ruft heftig nach ihm, wobei Franz den Namen des Buben nicht weiß, doch er ist unauffindbar. Franz ist daraufhin außer sich und lässt an der Rezeption des Zoos nach heftigen Rätseln über sein Aussehen und seinen Namen über Lautsprecher nach ihm suchen. Nachdem aber die Angestellten ratlos sind, geht ein Zoowärter auf die Suche nach Florian. Als Florian ausgerufen wird, nimmt er seine Brille ab, um sich unkenntlich zu machen. Aber der Wärter findet ihn doch und Florian muss zur Rezeption mitkommen. Die Situation ist gerettet. Als Waldemar im Spital von Franz und Florian abgeholt wird, stellt sich heraus, dass Florians Mutter im selben Spital ein Kind geboren hat. Florian und sein Vater sind sehr aufgeregt dabei.

### 4. Mensch ärgere dich nicht.
Die Chefin der Omaagentur findet an Waldemar großen Gefallen, da er sehr sympathisch ist. Sie spielt einen Liebesantrag vor, damit er den für Damen unzumutbaren Auftrag des Babysittens in einer WG annimmt. Tatsächlich stimmt er zu. Franz ist mit einem gebrochenen Bein auf den Rollstuhl angewiesen und Waldemar führt ihn im Park spazieren. Dabei treffen sie Frau Röcker, der Waldemar schon einmal begegnet ist und diese lädt Waldemar zum Kaffee ein. Als der Briefträger im Treppenhaus mit seinem Wagen stürzt, zerbricht in einem Paket das Glas und Fili Lindinger (Waldemar´s Haushälterin) begegnet ihm und geraten in einen Streit. In der WG, in die sich Waldemar begeben soll, sind 3 Kinder von 2 Vätern und es herrschen zwischen den beiden Elternpaaren Unstimmigkeiten, doch als Waldemar dort eintrifft, nehmen sie ihn auf und die Eltern diskutieren mit Waldemar ihre strengen Anweisungen bezüglich der Betreuung der Kinder. Waldemar redet nun mit den sexuell aufgeklärten Kindern, wobei sich Waldemar wundert. Die Kinder verlangen, Indianer zu spielen, und verwüsten dabei zur Hälfte den Gemeinschaftsraum. In der Wohnung wird Waldemar von einem Elternpaar der WG besucht. Diese stellen ihn zur Rede, dass er gegen ihre Gebote verstoßen hat, aber Waldemar redet ihnen ebenso ins Gewissen. Im Cafehaus treffen sich Franz, Waldemar und Frau Röcker (die Leihoma). Als der Briefträger Frau Lindinger erneut trifft, schüttet sie ihm ihr Herz vom Abdrehen des Stromes aus. Als Waldemar wieder in die WG kommt, spielt er mit den Kindern Mensch, ärgere dich nicht.

### 5. Oho, Oho, wie sind die Zwerge froh.
Die zwei Mädchen Jasmin und Nina sind zutiefst frustriert, weil ihre Eltern die Kinderparty verschieben müssen, denn diese sind wegen der Übersiedelung der Großmutter in ein Seniorenheim verhindert. Jedoch erkundigen sich die Eltern bei der Omaagentur nach einem Veranstalter einer Kinderparty. Als Waldemar in der Agentur erscheint, überreicht er der Chefin Blumen, worauf die Chefin allerdings allergisch ist und Niesanfälle bekommt. Zudem zerstört er noch irrtümlich einen defekten Tisch. Nun ist Waldemar gefordert, eine Party mit zehn Kindern zu organisieren und Gesellschaftsspiele einzustudieren. Waldemar fragt Franz, ob er sich für die Kinderparty zur Verfügung stellen will, doch er lehnt es vehement ab, da er nicht kinderfreundlich ist. Waldemar probt einen Kartoffel-Hindernislauf zusammen mit seiner Haushälterin (Fili Lindinger), die aber damit überfordert ist und verhält sich weinend. Die anderen Kinder werden zur Party von einer Frau gebracht. Diese bringt auch ihre Tochter Katharina mit, der sie anfangs verbietet, Torte zu essen, da sie sonst erbricht. Jedoch verzehrt sie viele Süßigkeiten. Unter den Kindern ist auch ein italienischer Bub Roberto, der sich sehr schüchtern verhält, sich nicht an den Spielen beteiligt und sich unter dem Tisch versteckt. Das von Waldemar einstudierte Sesselspiel gerät außer Kontrolle und bald darauf erscheint eine Nachbarin an der Tür, die sich energisch über den Lärm der Kinder unter Drohung mit der Polizei beschwert. Bald darauf betritt ein Zauberer mit seinem Neffen die Wohnung. Auf seine Zauberkunststücke sind die Kinder vorerst sehr aufmerksam, doch sie durchschauen danach die Zaubertricks. Danach kommt auch Roberto unter dem Tisch hervor und spielt am Klavier. Am Ende der Party begegnen Waldemar, der Zauberer und dessen Neffe einem Polizisten, der vermutet, dass sie betrunken sind. Dieses Missverständnis klärt sich aber auf.

### 6. Das Rumpelstilzchen.
Nach einer medizinischen Debatte von Waldemar und Franz wird Waldemar zur Familie Fischer als Babysitter gerufen, die einen angriffslustigen Hund mit dem Namen „Falco“ besitzen. Das „Kind“, das Waldemar zu beaufsichtigen hat, ist die 16-jährige Susanne. Die Eltern wollen über das Wochenende verreisen und Waldemar muss achten, dass Susanne keine Besuche ihrer Freunde empfängt, da diese ihrem arroganten und überstrengen Vater nicht recht sind. Susanne lässt vorerst ihr freches Mundwerk an Waldemar aus und verhält sich ablehnend. Susanne versucht Waldemar mit einem Trick loszuwerden, da sie trotz des Verbotes ihre Freunde zu einer Tanzparty ins Haus eingeladen hat; Waldemar schläft vor dem Fernseher und findet einen Zettel von Susanne vor, der verrät, dass sie angeblich in eine Disco abgehauen ist. Waldemar macht sich daraufhin auf die Suche nach dieser Disco; wobei Susanne vermutet, dass Waldemar stundenlang danach suchen muss. Im Haus herrscht buntes Treiben mit Susannes Freunden, doch der „Waldi-Opa“ bricht in die Party ein und Susannes Trick ist somit misslungen. Die vier jugendlichen sind zuerst wütend darüber und Waldemar droht mit Konsequenzen. Danach drückt er aber ein Auge zu und gibt ihnen Zeit für Discotänze, in die sie Waldemar miteinbeziehen und sie sind von „Waldi-Opa“ begeistert. Auch bringt Waldemar den Jugendlichen den Tango bei und in diesem Moment treffen Susannes Eltern ein. Herr Fischer reagiert wütend und empört über Waldemars Verhalten. Herr Fischer wirft wutentbrannt Susannes Freunde hinaus und droht auch Waldemar mit einer Entlassung bei der Omaagentur. Auch Susannes Mutter bekam Dunst von der Freundin ihres Mannes. Am nächsten Morgen bekommt Waldemar in seiner Wohnung Besuch von Susanne. Sie tröstet ihn, dass er weiterhin ein Leihopa sein wird. Auch erhält Waldemar einen Anruf von der Studentin Renate Mayer, um deren Sohn Benjamin er sich schon einmal kümmerte, dass sie mit Wolfgang auf Hochzeitsreise gehen will und sich um Benjamin kümmern muss.

### 7. Ferien am Bauernhof.
Bei Familie Rohsmann wird Waldemar als Reisebegleiter für deren Kinder Christa und Peter engagiert, da die Eltern alleine eine verspätete Hochzeitsreise auf den Seychellen machen wollen. Jedoch sind die Kinder vorerst auf Waldemar unaufmerksam, da Peter ständig einen Walkman bei sich trägt und auch Christa ist vorlaut. Die Eltern verlangen von Waldemar, dass er mit den Kindern einen zweiwöchigen Urlaub am Bauernhof macht. Sofort erinnert sich Waldemar an einen Hof in Matrei in Osttirol, auf dem er früher mit seiner Reserl Urlaub machte. Christa und Peter sind zuerst damit nicht einverstanden, da sie lieber mit den Eltern Ferien gemacht hätten. Vor der Abreise wird Waldemar von Franz vor den Gefahren im Gebirge gewarnt und Franz möchte, dass Waldemar mit ihm auf Kur fährt, was Waldemar natürlich ablehnt. Ebenso gibt es bei den Rohsmanns Ärger, da Peter unbedingt sein Skateboard und Walkman mitnehmen möchte und Christa sich Wimpern aufklebt. Doch die Kinder fahren artig mit Waldemar nach Matrei, wo sie von Sepp dem Bauern empfangen werden. Bei der Ankunft am Bauernhof werden sie von den Bauersleuten begrüßt. Anfangs beklagt sich Peter, dass es kein Fernsehen auf dem Hof und keine Pommes gibt. Mit der Zeit finden Christa und Peter Gefallen am Leben auf dem Bauernhof. Christa besichtigt mit dem Bauernsohn Andreas den Kuhstall. Abends beobachtet Waldemar Sepp beim Schnitzen und bald darauf gerät Christa in Panik, da sie im Schlaf vermeintlich von einer Ratte überfallen wird, was aber in Wahrheit eine Katze ist, mit der Christa danach schläft. Waldemar sieht mit den Kindern beim Heuen zu, was Christa komisch findet. Bei der Jause wird Waldemar mit den Kindern zu einer Bauernhochzeit in der Kirche eingeladen. Peter ist von den bäuerlichen Gesängen begeistert und Christa liebäugelt mit dem Bauernsohn Andreas. Später vergnügt sich Peter bei den Pferden, während Christa der Großmutter der Bauersfamilie beim Brotbacken zusieht. Peter wird von Waldemar beim selbstständigen Aufsteigen aufs Pferd ertappt und wird ernsthaft zur Rede gestellt. Andreas spielt in der Musikkapelle mit und Christa liebäugelt auch während der Probe mit Andreas. Doch Peter macht erneut einen Reitversuch und büxt mit dem Pferd vom Hof aus, woraufhin Waldemar und Sepp ihn verzweifelt suchen müssen. Danach finden sie Peter mit dem Pferd unversehrt wieder. Als Waldemar mit den Kindern wandern geht, begegnen sie einer alten Kräutersammlerin und beim Mittagessen auf der Alm klagt Christa, dass der Urlaub bald vorbei ist, da sie in Andreas verliebt ist. Abends herrscht lebhaftes Treiben bei einem Bauernfest, wo Waldemar mit der Großmutter tanzt und danach weint sich Christa bei Waldemar aus, dass sie unglücklich in Andreas verliebt ist. Vor der Heimreise wird Christa die Hofkatze geschenkt und Waldemar eine Holzfigur. Auch während der Busfahrt ist Christa noch gerührt.

### 8. Der Herbst in unserem Leben.
Waldemar und Franz machen einen Spaziergang in den Weinbergen von Wien. Als sie bei einem Heurigen einkehren, werden sie von der 13-jährigen Carmen Mader bedient, die zugleich ihre Schulaufgaben erledigen muss. Als Carmen zuerst die Getränke serviert, versagt sie beim Abrechnen eines betrunkenen Gastes. Waldemar begibt sich zu Carmen und bietet ihr kostenlose Nachhilfe beim Lernen. Carmen ist dabei skeptisch und weiß schon, dass sie wieder sitzenbleibt; ihre Mutter verlangt von ihr eine medizinische Karriere, ihr Vater jedoch stellt ihr die Zukunft frei, da sie Köchin werden will. Doch Waldemar ist ihr bei den Aufgaben behilflich. Franz muss sich inzwischen mit einem betrunkenen, aufdringlichen Gast auseinandersetzen, der italienische Lieder singt. Auch nörgelt Franz vorerst über die Nachhilfe, die Waldemar Carmen gibt. Danach muss Franz noch ein anders betrunkenes Pärchen bedienen, auch hat er Probleme mit seiner Haushälterin Wavra, die kurzzeitig verreisen möchte. Als Waldemar und Franz erneut spazieren gehen, liest Franz infolge seiner Suche nach einer neuen Haushälterin Zeitungsinserate und stehen danach vor dem geschlossenen Heurigen, danach kreuzt Carmen auf, lässt die beiden eintreten und bereitet Grammelknödel zu. Sie muss diesmal einen Aufsatz mit dem Thema Der Herbst in unserem Leben schreiben. Dabei ist ihr Franz behilflich, indem er ihr den Aufsatz zur Gänze schreibt, was zur Folge hat, dass er mit Genügend benotet wird. Dies sorgt bei Waldemar und Franz, ebenso bei ihren Eltern für Aufregung und Franz bedient deutsche Gäste. Auch hat Franz einen Misserfolg mit der neuen Haushälterin. Später wird von der Deutsch-Lehrerin Carmens Mutter verständigt, doch ihr fällt es schwer, mit dem überspannten Lehrerkollegium zu sprechen. Doch Waldemar und Franz begeben sich in das Gymnasium, das Carmen besucht, und suchen diejenige Lehrerin auf und Waldemar gibt sich als Opa von Carmen aus. Die Lehrerin spricht mit den beiden über Carmens mangelnde Leistung in der Schule und über ihren angeblich schlechten Aufsatz. Waldemar und Franz versuchen sich zu widersetzen und Franz verrät beinahe, dass er den letzten Aufsatz schrieb. Die Unterredung ist aber erfolglos. Inzwischen ist Frau Wavra zu Franz zurückgekehrt. Später reden Waldemar und Franz am Weinberg mit Carmens Eltern und sagen Waldemar, dass er als Gast willkommen ist, nicht aber als Lebensberater und Carmens Vater gibt Waldemar einen Korb voll Weinflaschen mit auf den Weg.
In dieser Folge tritt auch der bosnische Bub Udo erstmals in Erscheinung, der gegen geringfügige Bezahlung Arbeiten durchführt, u. a. Schuheputzen.

### 9. An Vaters statt.
Bei der Hochzeit von Renate Mayer und Wolfgang Moser ist Waldemar als Trauzeuge engagiert, auch der kleine Benjamin ist dabei anwesend. Die beiden verzichten auch wegen Geldmangels auf die geplante Hochzeitsreise. Später erwartet die Agenturchefin Waldemar direkt vor der Praxis eines bedeutenden Ärzteehepaares, wobei sich Waldemar verspätet. Waldemar und die Agenturchefin begeben sich zu Doktor Hermann, der Gynäkologe ist und dessen Frau auf Praktikum nach Amerika geflogen ist. Hier muss Waldemar für Dr. Hermanns 9-jährigen Sohn, der ebenso Waldemar (Waldi) heißt, sorgen, der sich von seinen Schulfreunden zu einer Mutprobe überreden ließ und im Supermarkt gestohlen hat. Dr. Hermann ist fassungslos und macht sich Vorwürfe, seinen Sohn vernachlässigt zu haben. Waldemar nimmt sich Waldi an und Waldemar zeigt ihm in seiner Wohnung die Spielsachen seines Sohnes, doch Waldi verhält sich leise weinend und gesteht, eine Dummheit begangen zu haben. Waldemar und Waldi freunden sich aber doch an und spielen im Park mit einem Stoffknäuel Fußball. Dabei werden sie vom Briefträger und danach auch von Franz gesehen und dieser ist empört. Auch macht Waldemar mit Waldi eine Radtour im Wienerwald und sie schlagen an der Waldlichtung ein Zeltlager mit Lagerfeuer auf. Dabei erzählt Waldi von seinen langweiligen Urlaubserlebnissen mit seinen Eltern. Beim Zelten werden sie von einem Bauer ernsthaft ertappt und müssen das Lager beenden. Daraufhin spielen die beiden mit Kugeln im Park und Waldi wünscht sich, dass Waldemar sein Vater wäre. Als Dr. Hermann zu einem Kongress gerufen wird, vertragen sich Vater und Sohn wieder und Waldi spielt mit Waldemar Autorennen, doch währenddessen verlangt eine hochschwangere Frau, die Wehen spürt, nach Dr. Hermann, doch Waldi kümmert sich um die Frau. Als weitere Wehen entstehen, versucht Waldemar, die Rettung zu erreichen, jedoch erwischt er die Feuerwehr. Daraufhin ruft der fürsorgliche Waldi die Rettung. In dieser Situation sind auch Waldemars Nerven angespannt. Die Rettung begleitet die Frau ins Spital. Später trifft auch Dr. Hermann ein und ist erstaunt über Waldis Fürsorge bei schwangeren Frauen. Ein Anruf der Krankenschwester verkündet, dass die Frau einen Buben geboren hat, auch wird beschlossen, diesen Waldemar zu nennen.

### 10. Drum prüfe, wer sich ewig bindet.
Waldemar wird bei Frau Fritsch, die sich von ihrem Mann scheiden ließ, als Babysitter engagiert. Dabei wird er von der Freundin (Frau Schneider) von Frau Fritsch empfangen, die ihm vorerst über das Schicksal von Frau Fritsch mit ihrem Mann berichtet, auch ist diese nicht gerade freundlich mit den beiden Kinder Roman und Eva. Als sich Waldemar bei den Kindern vorstellen will, sind die Kinder in keinster Weise auf ihn zu sprechen. Frau Fritsch muss zur Arbeit und die Kinder sperren sich vor Waldemar angstvoll ein. Durch Zufall gelangt Waldemar aber doch zu den Kindern und er bietet ihnen ein Spiel an, jedoch sprechen sie kein Wort mit Waldemar und haben Sehnsucht nach dem Vater. Waldemar besucht Franz, der gerade Frau Röcker zu Besuch hat. Bei Franz beklagt er sich nun, dass die Kinder ihn nicht leiden können. Beim nächsten Beisammensein mit den Kindern zeigen sie Waldemar die Hausaufgabe und er bestätigt diese schriftlich mit richtig. Abends geht Frau Fritsch mit ihrem Arbeitskollegen-Herrn Pfisterer – für die Kinder „Onkel“, an dem sie keinen Gefallen finden, ins Theater und Waldemar muss den Abend für die Kinder da sein. Doch mit der Zeit gewinnen die Kinder Vertrauen zu Waldemar. Daraufhin betritt Herr Fritsch – der Vater – die Wohnung, der sich zornig verhält, da er Waldemar für den neuen Mann von Frau Fritsch hält. Er fotografiert Waldemar von allen Seiten und wirft sein Lexikon, bestehend aus 24 Bänden, aus dem Fenster und Waldemar muss verhindern, dass er alles hinunterwirft. Auch erhält Waldemar die Benachrichtigung, dass sein Sohn mit seiner Familie zu Besuch kommt und bereitet sich vor, indem er Englisch lernt. Auch fragt ihn Fili Lindinger (seine Haushälterin), ob er nochmals heiraten möchte. Dies lehnt Waldemar aber ab, doch Fili spricht von ihrem geschiedenen Mann und hat einen neuen kennengelernt. Beim nächsten Besuch bei Familie Fritsch trifft Waldemar Brigitte-die neue junge Frau von Herrn Fritsch. Waldemar spricht sich vernünftig mit ihr aus, später kommt auch Herr Pfisterer, der schon eng mit Frau Fritsch befreundet ist. Er verlangt mit Waldemars Hilfe, dass die Kinder in ein Internat geschickt werden sollen, doch Frau Fritsch lehnt dies ab. Die Kinder fertigen auch eine Zeichnung von ihnen und Waldemar an. Zuletzt taucht Frau Schneider auf, die Waldemar nach einer Auseinandersetzung hinauswirft.

### 11. Hello, Daddy.
In dieser Folge erwartet Waldemar seinen Sohn Hans mit Familie aus den USA. Waldemar verliert zuerst die Orientierung am Flughafen und zwei Teddybären, die sich aber gleich darauf wieder finden. Die amerikanische Familie begrüßt Waldemar mit Hello Daddy und sie werden später auch vom Briefträger freundlich begrüßt. Während des Aufenthaltes in Wien will die Familie in einem Hotel übernachten. Sie beschenken Waldemar mit Kleidung der USA-womit sie ihn einkleiden- und einem Sprachcomputer. Hans möchte Waldemar scharf dazu überreden, dass er mit seiner Familie nach Amerika übersiedelt, da Waldemar ein ordentliches Zuhause benötige. Dies lehnt Waldemar aber vehement ab, da er drüben keinen Menschen kennt. Auch ist Hans nicht gerade erfreut, dass Waldemar als Leihopa arbeitet und somit „fremde“ Kinder hütet. Als alle in ein vornehmes Restaurant essen gehen, wird auch Waldemar für einen Amerikaner gehalten. Später unternehmen sie eine Sightseeing-Tour durch ganz Wien, wobei viele Erinnerungsfotos gemacht werden. Auch treffen sie am Stephansplatz auf Waluliso. Waldemar ist frustriert, weil ihn Hans, der geschäftlich in Wien ist, nicht versteht. Er begibt sich zu Franz, der auch nicht bester Laune ist. Waldemar verlangt nach einem vernünftigen Vater-Sohn-Gespräch und begibt sich in die Bar des Hotels, wo Hans eine geschäftliche Besprechung hat. Dort wird Waldemar von einer stark verschnupften Kellnerin bedient. Hans bietet Waldemar weiterhin an, in die USA mitzukommen. Inzwischen ist Waldemar stark erkältet und Hans will ihn zu einem Familienausflug in die Wachau einladen, doch er lehnt auch das ab. Später ist Waldemar an einer Grippe erkrankt und Franz will sich um ihn kümmern. Auch Udo ist dabei behilflich. Auch lässt Franz Waldemar vor dem Einschlafen keine Ruhe. Kurze Zeit später ist in Waldemar`s Wohnung einen Zusammenkunft von seinen einstigen Schützlingen Susanne Fischer und ihrem Freund, Carmen Mader-die ein Kompott zubereitet hat und auch von Wolfgang Moser, der Waldemar medizinische Ratschläge gibt. Auch Hans gesellt sich mit seiner Familie dazu und wird von Fili Lindinger begrüßt. Auch ist Waldemar von Susanne zum Vorsitzenden für einen Ball gewählt worden. Waldemar sagt nun Hans, dass ihm solche Bekanntschaften in Amerika nicht geboten werden können und Hans habe alles gut gemeint. Daraufhin behauptet Franz krank zu sein und Waldemar muss ihn betreuen.

### 12. Ordnung muss sein, oder?
Die Chefin der Omaagentur teilt Waldemar einen Auftrag zu, drückt sich dabei undeutlich aus und Waldemar baut Scherze ein, die die Chefin nicht gut auffasst. Waldemar muss sich um die beiden Kinder Markus und Sandra des Direktors Waschmann kümmern, dessen Auftreten streng ist, auf strengste Sauberkeit im Haushalt achtet und dessen Frau ihn verlassen hat. Die erste Zusammenkunft von Waldemar und Herrn Waschmann gestaltet sich schwierig, denn dieser ist betrunken und nicht gut zu sprechen auf Waldemar. Schnell nimmt er mit den Kindern Kontakt auf und diese klagen Waldemar ihr Leid über ihren betrunkenen Vater, mit dem Waldemar Schwierigkeiten hat. An der Bushaltestelle bereitet sich Waldemar auf eine Moralpredigt mit Herrn Waschmann vor, wovor ein Mann flüchtet. Im Cafehaus trifft Waldemar auf die Agenturchefin, die ihren Verehrer erwartet und Waldemar spricht mit ihr über den betrunkenen Zustand von Herrn Waschmann, worauf sie vermutet, dass er ihren Verehrer meint. Vor der nächsten Zusammenkunft mit Herrn Waschmann findet Waldemar dessen Kinder vor dem Haus und als Waldemar ihm ins Gewissen reden will, hat Herr Waschmann seinen Assistenten bei sich und verlangt von Waldemar eine Betreuung der Kinder, da er abends Freunde erwartet. Herr Waschmann spielt mit seinen Bekannten eine Pokerrunde und sorgt währenddessen für übertriebene Sauberkeit. Daraufhin verlassen die Freunde das Haus. Später macht Herr Waschmann mit den Kindern einen Waldlauf unter strenger Disziplin. Die Kinder sind Waldemar sehr zugetan und Waldemar bietet Sandra zum Trost an, dass sie ihn Herr Nielson nennen darf, da sie von Pippi Langstrumpf begeistert ist. Markus täuscht ein Gitarrespiel vor und wird von Waldemar ertappt. Eines Tages kehrt die Frau von Herrn Waschmann zurück, die in Australien gewesen ist und deren Gepäck verloren gegangen ist. Herr Waschmann ist über die Rückkehr seiner Frau wenig erfreut und verdächtigt Waldemar, dass er seine Frau heimtückisch zurückgeholt haben soll. Jedoch hatte Waldemar keine Adresse gewusst.
In dieser Folge spielt Peter Rapp ein Mitglied der Pokerrunde.

### 13. Also wirklich, Herr Herzog.
Waldemar wird von der Agenturchefin und somit auch von der Mutter seiner ehemaligen Schützlinge Jasmin und Nina beauftragt, sie auf Skiurlaub nach Schruns zu begleiten, da Waldemar für sie früher eine Kinderparty organisierte. Die Großmutter der beiden Mädchen ist aus ihrem komfortablen Altersheim ausgebüxt, worauf die Mutter verzweifelt ist und Waldemar macht sich darüber lustig, was Empörung auslöst. Vor der Abreise kommt es im Zug zu Problemen mit einer anderen Reisenden. Die Mädchen sollen nun im winterlichen Schruns an einem Schikurs teilnehmen. Jasmin nimmt widerwillig am Kurs teil, da sie sich zu ungeschickt anstellt und etliche Hilfsmittel benötigt, Nina hingegen lernt es von allein. Waldemar borgt sich in der Schiverleih eine Ausrüstung zum Langlaufen aus. Beim Langlaufen trifft Waldemar auf eine alte Dame, die seit 25 Jahren nach Schruns auf Urlaub fährt. Mit dieser wird er sofort bekannt und gehen essen. Dabei beklagt sich die Dame bei Waldemar, da ihre Tochter sie für ihre Enkel nicht zuständig sein lässt und sie im Altersheim leben muss. Jasmin hat wegen ihres fehlenden Talents genug vom Schifahren, doch Waldemar spricht ihr Trost zu. Auch erkundigt er sich bei der Schilehrerin, ob Jasmin weiter den Kurs besuchen soll, woraufhin er sie herausnimmt. In Wien macht sich die Mutter auf die Suche nach der abgängigen Großmutter, sie vermutet, dass sie nach Zypern abgehauen ist und erkundigt sich auch im Reisebüro. Diese Suche ist aber erfolglos. Nina ist bereits eine meisterhafte Schifahrerin geworden. Waldemar und Jasmin beobachten eine Herde von Hirschen. Beim nächsten Essen lädt Waldemar die alte Dame zu einer Fahrt auf einen Berg ein, doch vorerst lehnt sie es ab.
Auf der Schipiste lacht Jasmin schadenfroh, doch daraufhin beklagt sie sich, dass ihre Oma im Altersheim ist. Später nörgelt auch Nina darüber, dass sich Waldemar nicht um sie kümmert und beim Rennen den 6. Platz erreicht hat. Die beiden Mädchen geraten in Streit, doch Waldemar bremst sie ein. Bei einer Fahrt mit dem Pferdeschlitten treffen sie auf die alte Dame und sie entpuppt sich als Großmutter von Jasmin und Nina und werden von ihr freundlich begrüßt. Dabei stellt sich heraus, dass sie die abgängige Frau aus dem Altersheim ist. Später erzählt sie ihren Enkelinnen, wie sie aus dem Altersheim ausgebüxt ist. Zum nächsten feineren Abendessen lädt die alte Dame Waldemar ein. Beim letzten Rennen des Schikurses erreicht Nina den 2. Platz. Nach der Rückkehr nach Wien kreuzt die Großmutter mit Jasmin und Nina bei Mutter auf. Diese ist außer sich und Waldemar schlägt für künftig die Großmutter als Aufsichtsperson für die Mädchen vor, was schließlich durchgeht.

### 14. Ein sehr ehrendes Angebot.
Waldemar und Franz spielen zusammen Schach, als die Agenturchefin in der Wohnung erscheint. Dabei stellt sich heraus, dass Waldemars Telefon kaputt ist. Sie erteilt Waldemar den Auftrag, im Hotel auf den 10-jährigen Sohn Mischa der Opernsängerin Sona Ohnadjanians aufzupassen, die an diesem Abend eine Aufführung der Zauberflöte singen muss. Bei dieser Aufführung ist auch Franz anwesend. Als Waldemar an der Rezeption im Hotel erscheint, verweigert ihm der Portier vorerst den Zutritt zum Zimmer der Operndiva, als er sich als Babysitter zu erkennen gibt, erteilt er ihm Auskunft über das Zimmer. Zudem verlangt noch der überspannte Hotelgast Brühl ein höheres Zimmer und eine Flasche Sekt. Im Zimmer von Sona wird Waldemar freundlich begrüßt. Dabei stellt sich heraus, dass auch ein Hund namens „Pemmel“ dabei ist. Sona verlangt, dass bei ihrer Rückkehr Mischa und der Hund schlafen sollen. Auch verbietet sie Mischa ein Pokerspiel mit Waldemar. Mischa bestellt telefonisch ein Abendmenü. Der Zimmerkellner bringt dieses Menü irrtümlich zu Herrn Brühl, der sich missmutig verhält. Als danach das Menü serviert wird, büxt der Hund Pemmel durch die offene Zimmertür aus. Nun beginnt eine umständliche Suche nach dem Hund, wobei sich zusätzlich Waldemar und Mischa verlieren. Der Hund hat sich inzwischen in den Lift verirrt. Waldemar sucht das ganze Hotel ab, wobei er Herrn Brühl um Hilfe bittet, in dessen Zimmer der Kronleuchter von der Decke fiel. Herr Brühl beklagt bei Waldemar sein Problem mit dem Service des Hotels. Schließlich ist Herr Brühl bei der Suche nach dem Hund behilflich. Waldemar und Herr Brühl suchen den Hund sogar in der Küche, wobei das Personal die beiden für Lebensmittelkontrollore hält und sie erhalten viele Kostproben, wobei das von Mischa bestellte Essen inzwischen kalt wird. Sowie sich ein anderer Gast ein Sandwich aufs Zimmer bestellt, verzehrt es der Hund Pemmel, da das Gedeck am Boden abgestellt wird. Später fahren der Kellner und Mischa zusammen im Lift und Mischa erhält den Ratschlag, niemals Zimmerkellner zu werden. Danach finden sich der Hund und Mischa wieder. Als Sona von ihrem Auftritt zurückkehrt, ist die Situation genauso, wie sie es verlangte. Sie macht Waldemar einen Heiratsantrag, den er aber ablehnt, da er zu alt ist.

### 15. Von Menschen und Fischen.
Waldemar ist bei einer Familie mit zwei Mädchen als Babysitter engagiert. Dabei verwöhnt er das kleine Mädchen mit Puppenspiel, die ältere Schwester Claudia hingegen fühlt sich vernachlässigt, da sie sich einbildet, hässlich zu sein. Ihre Noten in der Schule sind auch nicht die Besten. Claudia schüttet bei Waldemar ihr Herz und Liebeskummer aus, dass sie in der Tanzschule von einem coolen Burschen namens Gregor missachtet wird. Deren Eltern haben ein Elektrogeschäft und sind beruflich beansprucht. Zudem ist ihre Mutter im Geschäft unbeholfen und gegen den Besuch der Tanzschule von Claudia. Als Claudia auf der Straße einer Schar Jugendlicher begegnet, wird sie ebenso missachtet. Waldemar begegnet ihr dort und Claudia zeigt ihm aus der Ferne Gregor, der sie nie ansieht. Waldemar hat die Idee, für Claudia eine Party zu organisieren, was die Mutter aber ablehnt. In einem Gastgarten treffen Waldemar und Franz auf einen pensionierten Trafikanten, der auch Handwerker ist. Im Park trifft Waldemar nach einem Zwist mit den Kindern in der Sandkiste auf Gregor, der ein Buch über Haifische liest. Gregor erzählt Waldemar sein Wissen über Haifische. Waldemar gibt Claudia den Rat, sich für Fische zu interessieren, um Gregors Liebe zu gewinnen. Später inszeniert Waldemar im Park ein Treffen von Gregor und Claudia und somit auch ein Gespräch über Fische, diese Zusammenkunft hält Gregor für einen Zufall und Gregor entfernt sich, da er noch „etwas vor“ hat. Franz wirft Waldemar eine Kuppelei vor. Vor einem neuen Treffen verhält sich Claudia missmutig und zweifelt an Gregors Kommen. Jedoch stößt Gregor dazu, auch Claudias jüngere Schwester ist dabei und sie besuchen das Haus des Meeres. Dort erklärt Gregor Waldemar die Fische, jedoch lässt er Claudia vorerst außer Acht. Vor einem Aquarium fragt Claudia Gregor wegen des Balles der Tanzschule. Er gibt nur bekannt, dass er ungern tanzt. Im Cafehaus scheint für Claudia alles aus zu sein, da ihr Vater eine neue Verkäuferin für den Elektromarkt gefunden hat und daher ihre Mutter daheimbleibt und auch Waldemar nicht mehr gebraucht wird. Dort trifft sie Max, der auch in die Tanzschule geht und sie auf den Abschlussball einlädt, wobei sie sehr überrascht ist, das Angebot annimmt und das Leben erscheint Claudia wieder rosig. Zuletzt schenkt Gregor Waldemar das Modell eines Fisches.

### 16. … und er singt so schön.
Im Beisl wird Waldemar von einer alten Nachbarin mit aufdringlichem Tratsch belästigt, da sie auch von seiner Arbeit als Babysitter weiß. Später soll Waldemar die kleine Louisia beaufsichtigen, da ihre Großmutter zum Begräbnis eines alten Bekannten muss. Die Großmutter befiehlt Louisia, sich nirgends schmutzig zu machen, da sie streng auf Hygiene achtet. Gemeinsam mit Franz geht Waldemar mit Louisia in den Prater. Dort treffen sie eine ältere Dame aus Perg, die von ihren zwei Neffen begleitet wird und Schwindelanfälle hat, da die Neffen mit ihr Hochschaubahn fuhren. Waldemar und Franz freunden sich mit dieser Dame an und sie erzählt ihre Lebensumstände. Auch zieht ein abgängiges, kleines Mädchen mit Waldemar und Franz mit, was vorerst nicht auffällt. Louisia fährt Karussell und klagt über den Geruch der Pferde. Zudem hat ein japanischer Tourist den Bus seiner Reisegruppe verloren. Am Polizeirevier betrachtet ein Polizist Familienfotos und hat einen ausgesetzten Hund bei sich. Dort kreuzt der Japaner auf und erzählt dem Polizisten in japanischer Sprache seine Situation, worauf der Polizist ratlos ist. Später fällt Waldemar das abgängige Mädchen auf und fragt, zu wem sie gehört. Sie ist aber schweigsam und verrät nur ihr Alter. Waldemar fährt daraufhin mit Louisia und dem anderen Mädchen mit einer Polizeistreife aufs Revier, dabei nehmen die Polizisten Waldemars Situation vorerst nicht ernst. Auf der Wachstube können sich schließlich Waldemar und der Japaner miteinander verständigen und der Japaner singt plötzlich Wiener Lieder und Jodler, die er in Japan bereits lernte. Das abgängige Mädchen ist auch hier wortkarg und Louisia entdeckt den Hund und will diesen behalten, was sie auch macht. Als ein Polizist eine Anzeige wegen des abgängigen Mädchens macht, stoßen Franz und die Dame aus Perg dazu und der Polizist ist fassungslos. Später taucht auch der Vater des abgängigen Mädchens auf der Wachstube auf. Dieser reagiert jähzornig und droht seiner Tochter mit Schlägen, jedoch bremst ihn Waldemar ein. Ein Polizist fordert die Daten des aufbrausenden Vaters, danach wird er aber mit seiner Tochter freigelassen. Später fahren Waldemar, Franz, Louisia mit dem Hund und der Japaner mit dem Taxi zu ihrer Großmutter zurück. Sie ist aufgeregt, da sie um eine Stunde zu spät kommen und sie reagiert wütend auf den Japaner und außerdem auf den neuen Hund von Louisia. Der Japaner fotografiert auch pausenlos.

### 17. Wenn einer eine Reise tut.
In Waldemar`s Wohnung macht Fili Lindinger den Wohnungsputz unter Musikbegleitung. Dabei ruft die Agenturchefin an, und da in ihrem Büro ebenso lautes, wildes Treiben von Kindern zweier befreundeter Elternpaare herrscht, versteht Waldemar kein Wort. Als er in der Agentur erscheint, findet er die überaktiven Kinder vor, die auf wilde Art mit allem spielen; die Agenturchefin und einer der Väter der Kinder sind somit in Not. Die beiden befreundeten Paare haben vor, alleine in den Urlaub zu fahren, und Waldemar soll mit dieser wilden Bande, bestehend aus 5 Kinder, Ferien mit Wanderung machen. Dazu trifft Waldemar auf einen einstigen Arbeitskollegen, den aus Böhmen stammenden Bürodiener Emmerich Nowak, dem Waldemar anbietet, mitzufahren. Emmerich erklärt sich bereit, sich der Reise anzuschließen. Ebenso nimmt Franz an der Reise teil. Am Bahnhof betritt Franz vorerst mit einem Teil der Kinder einen falschen Zug, doch Waldemar bringt sie in den richtigen Zug. Die Reise geht nach Gmünd im Maltatal. Im Bus singt Emmerich mit den Kindern ein Lied, wobei sich andere Passagiere gestört fühlen. Daraufhin werden sie auf der Landstraße vom Bus ausgesetzt, und sie treten die Wanderung durch die Almlandschaft an. Die wilden Kinder sind von den Naturschauspielen begeistert und entdecken Kaulquappen und Ameisenhaufen. Sie nehmen Quartier im Karlbad. Waldemar, Franz und Emmerich machen dort eine Kur. In der Nacht klagen die Opas über das desolate Quartier, schlafen aber doch ein. Währenddessen schleichen die Kinder heimlich ins Freie, schrecken aber dann von den Kühen zurück. Am Morgen mundet ihnen die Sterzmahlzeit, und sie sehen danach beim Zubereiten der Bäder zu. Bei der nächsten Wanderung verlieren die Opas die Orientierung, und Emmerich stellt mit den Kindern eine Brücke über den Bach aus einem Baumstamm her. Bei einer weiteren Rast klettert ein Kind auf Aufforderung der anderen auf einen hohen Baum. Schließlich wagt es der Bub nicht mehr, hinunterzuklettern, dies gelingt aber mit Emmerichs Hilfe dann doch. Bei der nächsten Busfahrt werden sie ein zweites Mal ausgesetzt und marschieren nun entlang der Straße weiter.
Diese Folge beinhaltet die Aufforderung zum Baden – das langgezogene „badn !“ im Karlbad.

### 18. Das Wiegenfest.
Waldemar feiert in der Wohnung seinen 64. Geburtstag, der von den anderen Opas vorbereitet wird. Auch Frau Röcker ist anwesend. Danach stößt die Agenturchefin dazu, die ebenfalls eine Torte bringt. Die Agenturchefin stellt fest, dass viele Leute plötzlich Leihopas verlangen. Dabei hat Franz die Idee, eine Opaagentur zu gründen. Waldemar lehnt dies vorerst ab. Der Briefträger ist betrunken und Fili muss ihn nach Hause begleiten. Auch Udo verabschiedet sich von Waldemar, da er mit seinen Eltern nach Bosnien auswandern muss. Franz zeigt Waldemar eine freie, aber desolate Wohnung, die laut den Plänen von Franz und von Frau Wavra als Opaagentur eingerichtet werden soll. Waldemar lehnt dies vehement ab, da er mit dieser Idee einen Scherz gemacht habe und auch kein Chef sein will. Der Briefträger gibt Waldemar auch bekannt, dass er in den Ruhestand getreten ist und in der geplanten Opaagentur mitarbeiten will, ebenso der Bürodiener Emmerich Nowak. Waldemar ist auch diesbezüglich dagegen. Auch verabschiedet sich Waldemar mit Rosen bei der Agenturchefin, diese nimmt schweren Herzens von Waldemar Abschied. Gegen Waldemars Willen wird jedoch die desolate Wohnung als Opaagentur eingerichtet, wobei viele Pflanzen angeliefert werden, um die gestritten wird. Auch ist Udos Vater beim Einrichten behilflich. In der neuen Opaagentur sehen die Opas einander verlegen an, da anfangs kein Andrang an Klienten herrscht. Gleich darauf erscheint in der Opaagentur eine ältere Dame – Frau König, die sich als Leihoma in der Opaagentur anbieten will. Diese spricht denselben Wortlaut, wie einst Waldemar bei der Omaagentur. Bei Franz und Waldemar löst dies dieselbe Skepsis aus, wie der der Agenturchefin. Ob diese neue Leihoma tatsächlich aufgenommen wird, kommt jedoch nicht wirklich heraus.

### 19. Ein Jahr danach.
Waldemar spielt in der neuen Opaagentur mit dem bisher einzigen Klienten-einem kleinen Buben. Die Opas klagen über den Mangel an Kindern und bringen Ideen für den Aufschwung der Opaagentur. Dabei stellt sich heraus, dass Nowak ein Inserat für einen Begleitservice von Damen, ohne Wissen von Franz, aufgegeben hat. Im Park trifft Waldemar auf eine strenge Mutter, für dessen Kind er die Betreuung der Opas anbietet. Als Franz dazustößt, lehnt diese das Angebot energisch ab. Der Briefträger und Nowak müssen zwei Damen aus England zum Heurigen ausführen. Die englischen Damen sind sehr lebhaft und die Herren haben Schwierigkeiten in der Verständigung, jedoch betrinken sich diese heftig. Der Briefträger und Nowak übernachten betrunken in der Opaagentur, worauf Franz die beiden entlässt. Waldemar ist bei der kunstbegeisterten Frau Freudenberger, die Psychologin ist und deren Tochter Claudia (genannt „Schimmerchen“) sehr lernschwach ist, engagiert. Frau Freudenberger bietet Waldemar sofort eine psychologische Behandlung an, die er aber ablehnt. Sie beauftragt Waldemar, ihre Tochter Claudia zur Kinderpsychologin zu begleiten. Beim Würstelstand setzt sich Waldemar mit zwei wilden Jugendlichen auseinander, denen er die Würstel bezahlen muss. In der Opaagentur übergibt Frau Freudenberger ihre Tochter Claudia Waldemar und Frau Freudenberger versucht Franz psychologisch zu behandeln, womit er nicht erfreut ist. Claudia gesteht Waldemar, dass sie ungern zur Kinderpsychologin geht und das ihr alles gleichgültig sei. Bei der Psychologin verhält sich Claudia vorerst teilnahmslos und Waldemar mischt sich in das Gespräch ein. Als Claudia ihre Lieblingsdinge aufzeichnen soll, zeichnet sie das Gesicht der Psychologin, was sie verwundert. Der Psychologin macht Waldemar zudem Komplimente, die sich schlecht auffasst. Bei Claudia stellt sie nach 27 Sitzungen einen Erfolg fest. Im Park fertigt Claudia eine Zeichnung von Waldemar an. Auch Claudias Mutter (Frau Freudenberger) ist vom Zeichentalent überrascht. Claudia schenkt Waldemar auch eine Blockflöte, da sie unmusikalisch ist. In der Opaagentur stellt Franz ein neues Gerät, den geliehenen Computer vor, wobei sich Waldemar überflüssig vorkommt. Am Computer erscheint ein Spiel und die Opas sind unbeholfen.

### 20. Ein Kuckucksei.
Die Agenturchefin ist wieder negativ eingestellt gegenüber Waldemar, da sie lieber Omas in ihrer Agentur hat, wobei Waldemar darüber klagt, dass die Opaagentur gar nicht gut läuft. Bei einem Anruf jedoch bietet sie Waldemar als Leihopa an. Dabei kommt auf Waldemar ein komplizierter Fall zu. Er kommt mit dem Anwalt einer Frau ins Gespräch, die für ihren kleinen Sohn David, der aus Bayern stammt, einen Leihopa verlangt. Diese Frau, die einen Unfall hatte, hatte sich einst von ihrem Mann, der ebenso aus Bayern stammt, scheiden lassen, da dieser nach Südamerika ausgewandert ist. Auch hat sie das Sorgerecht für David beantragt und David seinem Großvater-einem bayerischen Sturschädel- in München einige Zeit anvertraut, was sie zutiefst bereut, da sie ihren Schwiegervater (Davids Großvater) abgrundtief hasst. Auch stellte der Großvater Davids Mutter als schlecht hin. Beim Besuch im Spital verhält sich David missmutig gegenüber seiner Mutter, da er zu seinem Großvater zurückverlangt. Waldemar nimmt David zu sich in die Wohnung und als er ihn schlafen legt, tröstet Waldemar David, dass alles wieder gut werde. In dieser Nacht erhält Waldemar einen eher unfreundlichen Besuch von Davids bayerischem Großvater – Herrn Mittermeier. Dieser gesteht, dass er heimlich mit David im selben Flugzeug nach Wien flog und verlangt hartnäckig nach seinem Enkel David und beschimpft auch Waldemar wegen seiner Tätigkeit als Leihopa. Herr Mittermaier erklärt seine Umstände und danach vertragen sich Waldemar und Herr Mittermaier und verbünden sich. Auch Franz lernt den bayerischen Großvater kennen und auf Franz Verlangen übernachtet Herr Mittermaier in Waldemar`s Wohnung, um in David’s Nähe zu sein und Waldemar muss am Sofa schlafen. Als sie Davids Mutter aus dem Spital abholen ist diese empört über die heimliche Verbindung von Waldemar und Herrn Mittermeier. In der Opaagentur hat Waldemar mit Franz einen Zwist wegen des bayerischen Kuckuckseis. Bei einem Telefonat schimpft David auf seinen Großvater, was gegen den Willen seiner Mutter ist. An Davids Bett, dass die Form eines Rennautos hat, versucht die Mutter David zu trösten, doch David verhält sich ablehnend und missmutig und verweigert auch das Essen. Der Großvater sucht bei Waldemar Hilfe, da die Mutter ihn nicht in die Wohnung gelassen hat. Waldemar rät nun Herrn Mittermeier, sich mit seiner Schwiegertochter zu versöhnen. Als die beiden Herren die Mutter besuchen, ist sie zutiefst verzweifelt über Davids Verhalten und als Waldemar eine Versöhnung der beiden zustande bringt, ist auch David wieder wohlauf und die Familie findet zusammen. Zum Schluss bietet Franz Waldemar an, wieder in die Opaagentur zurückzukehren, geben ihm aber als Klienten einen ungezogenen Hund, worauf er die Opaagentur wütend verlässt.

### 21. Ein guter Tipp.
Im Park trifft Waldemar auf einen jungen Mann (Peter), der Medizinstudent und ebenfalls Babysitter ist. Dieser unterhält sich mit Waldemar über die Babypflege. Dem Briefträger ist im Wald ein Hund ausgebüxt, wobei Waldemar vorerst vermutet, dass es ein Kind war. Jedoch findet Waldemar den kleinen Hund. In der Opaagentur ist Franz mit dem Computer unbeholfen und behandelt auch Waldemar zudem unfreundlich, während Emmerich Nowak mit einem tragbaren Plakat auf der Straße für die Opaagentur wirbt. Bei der Agenturchefin bewirbt sich Herr Peter als Babysitter, jedoch lehnt ihn die Agenturchefin ab. Als Waldemar mit einem Baby dazustößt, verweist auch er ihn. Im Radio hört Waldemar die Stimme des Briefträgers, der für die Opaagentur wirbt, jedoch redet Fili dazwischen. Später macht Waldemar der Agenturchefin den Vorschlag, ein Inserat für ihre Omaagentur in die Zeitung zu stellen, was sie ebenfalls ablehnt. Danach spricht Waldemar eine Radiowerbung für Opa- und Omadienst, wobei er seine Stimme verstellt. Franz hat in der Zeitung einen Leserbrief geschrieben, über den Waldemar erneut empört ist, jedoch wird die Radiowerbung gelobt. Bei Familie Kalkmann, herrscht miese Stimmung, da die Eltern ausgehen wollen und durch ein Missgeschick zwei Babysitter für ihren kleinen Sohn Robert bestellt haben. Als Waldemar bei Familie Kalkmann erscheint, beschließt Herr Kalkmann, beide Babysitter zu bezahlen. Waldemar nimmt sich des Buben Robert, der in einen Actionfilm im Fernsehen vertieft ist, an. Robert verhält sich mürrisch gegenüber Waldemar und als danach der junge Herr Peter aufkreuzt, ist Waldemar unfreundlich zu diesem, jedoch ist Herr Peter von Franz bestellt worden. Als der Fernseher kaputt geht, steigert sich Roberts Missmut und er verweigert jedes Spiel, das die Opas einstudieren. Nach und nach stoßen die anderen Opas dazu; Robert hat somit fünf Leihopas. Daraufhin sperrt sich Robert mit Absicht im WC ein, ruft heftig um Hilfe und schließlich muss Emmerich Nowak die WC-Tür mit Anlauf durchbrechen, was zu einer Verletzung und einem Sachschaden führt. Franz stellt die Opas ernsthaft zur Rede und es entpuppt sich der Streit, wer den Schaden bezahlen soll, wobei sich Waldemar als schuldig bekennt und wirbt Herrn Peter als Opa der Agentur ab. Die Agenturchefin beginnt nun mit Herrn Peter eine Beziehung. Fili macht Waldemar den Vorschlag, erneut zu heiraten, was er aber eher ablehnt.
In dieser Folge tritt erstmals der neue Briefträger-Herr Julius in Erscheinung, der im Dienst ständig Sprachkassetten mit dem Walkman hört.

### 22. Alles braucht seine Zeit.
Waldemar ist bei der Pflegefamilie Aigner mit Weingut in der Steiermark zu Gast. Er ist nun Reisebegleiter für die kleine Tessa, deren Mutter verstorben ist, und soll sie nach Wien zu ihrem Vater bringen. Im Zug werden Waldemar und Tessa von der alten, bösartigen Frau Weghuber angesprochen, diese rückt Waldemar auf die Pelle. Am Wiener Südbahnhof trifft Tessa auf ihren Vater und ist glücklich. Als Frau Weghuber Waldemar nach seiner Adresse fragt, belügt er sie, indem er ihr die Adresse seines Freundes Franz aufschreibt. Danach wird sie von ihrer Schwiegertochter abgeholt. Auch erblickt er im Beisl ein verwahrlostes 14-jähriges Mädchen in schwarzer Jacke, das zuerst einen Diebstahl begeht. Als das Mädchen zwei vorbeikommende Polizisten und Waldemar erblickt, gibt sich Waldemar als ihr Opa aus und nennt sie vorerst Isabella. Als die Polizisten abziehen, ist das Mädchen missmutig und frech, da sie nicht Isabella, sondern Karolina heißt. Im Restaurant klagt sie Waldemar ihr Schicksal mit ihrem Elternhaus; Sie hat einen ständig betrunkenen, brutalen Vater und eine herzkranke, schwache Mutter. Waldemar begleitet Karolina in die elterliche Wohnung, wo Waldemar mit Herrn Brunner (Karolinas Vater) eine brutale Auseinandersetzung hat, wobei Herr Brunner Waldemar Karolina „schenkt“ und ihn gewaltsam aus der Wohnung verweist – Karolina verhält sich dabei ängstlich. Waldemar nimmt Karolina in seiner Wohnung auf, was Franz wieder in Aufregung versetzt und befürchtet, dass ihm Karolina die Wohnung leerräumt, was aber nicht der Fall ist. Auch Fili regt sich über Karolinas Verbleib in Waldemars Wohnung auf. Waldemar kleidet sie auch neu ein. Nun hat Waldemar den Plan, Karolina zu adoptieren, wobei sich deren Mutter strikt dagegen ausspricht, jedoch ist sie für die Aufnahme als Pflegekind bei Waldemar. Auch gibt sie an, dass der Vater einst sanfter gewesen sein soll. Vom Jugendamt wird die Aufnahme als Pflegekind aus Altersgründen abgelehnt – jedoch wäre Waldemar die Adoption gestattet. Waldemar ist daraufhin zutiefst enttäuscht und Franz tröstet ihn. Auch ersucht Waldemar die Agenturchefin um Hilfe, die aber ebenso nicht helfen kann. Franz macht Waldemar den Vorschlag, Karolina zu netten Pflegeeltern zu bringen. Daraufhin bringt er Karolina zu Familie Aigner in die Steiermark, die sie liebevoll aufnehmen. Auch dort verhält sich Karolina verstört und beteiligt sich an keiner Arbeit. Beim Abendessen verweigert Karolina das Essen, zerschlägt einen Teller und „verlangt“ Schläge von Herrn Aigner. Jedoch verhält sich Herr Aigner sanftmütig. Karolina beginnt sich später, gut einzuleben. Zuletzt wird Waldemar von Franz in seine Wohnung gerufen und es klärt sich Waldemars Schwindel auf. Er trifft dort auf Frau Weghuber, die über den Schwindel mit der falschen Adresse empört ist. Auch lässt Franz Waldemar mit Frau Weghuber allein.

### 23. Wer Narben lacht, der Wunden nie gespürt.
Waldemar trifft bei den Postkästen auf den Briefträger Julius, der tief enttäuscht ist, da seine Freundin ihn verlassen hat. Danach ist ihm Waldemar bei der Erledigung der Post behilflich, wird aber dabei vom Altbriefträger ertappt und hält es für Amtsanmaßung. In die Opaagentur bringt Waldemar das Mädchen Patricia, die eine Debatte über Liebe auslöst und Franz ist mit dem Computer unbeholfen, doch Patricia ist dabei behilflich. Herr Novak geht mit einem Hund abends im Park spazieren und trifft dabei auf das jugendliche Liebespaar Robert und Julia, welches auf der Parkbank verweilt und beide stammen aus Schusterfamilien, die sich abgrundtief wegen der Konkurrenz des Schusterhandwerkes hassen und sind somit auch gegen die Liebe von Robert und Julia. Sofort nimmt Novak die beiden in die Opaagentur mit und lässt sie dort (zusammen) übernachten, was aber Ärger mit Franz zur Folge hat. Waldemar bringt die Jugendlichen zu ihren Eltern zurück, womit sie nicht einverstanden sind. Familie Wabel (Julias Eltern) vermuten sofort eine heiße Affäre und reagieren bösartig-auch auf Waldemar, ihr Vater beschließt, Julia in ein Internat zu schicken; auch bei Familie Schneider, die einen Schnellschuhservice betreibt, herrscht miese Stimmung. Die Großmutter bedankt sich bei Waldemar, dass er Robert vor Julia „gerettet“ habe und diese beschließt Robert, der Mechanikerlehrling ist, zu einem Onkel nach Graz zu schicken, um seine Lehre dort zu vollenden. Vorübergehend bekommt Robert von der Großmutter Zimmerarrest und Julia besucht ihn heimlich am Fenster und sie beschließen, auf eine Insel auszureisen, wobei Julia das Sparbuch ihres Vaters entwendet. Waldemar hat nun eine Vision, die Liebe von Robert und Julia zu retten, indem er beschließt, das Theaterstück Romeo und Julia vor den Familien Wabel und Schneider mit seinen Freunden in Form einer „szenischen Lesung“ vorzutragen. Franz lehnt dies vorerst vehement ab, doch die anderen Opas sind von diesem Plan begeistert. Waldemar teilt seinen Freunden die Rollen zu, wobei in die Hauptrollen die beiden Briefträger schlüpfen und die Aufführung findet in einem italienischen Restaurant statt. Die Einladung lehnt auch Herr Wabel zuerst radikal ab, doch danach erscheinen alle Gäste zur Lesung. Die Eltern sind während der Lesung gerührt, jedoch flirtet Julia währenddessen mit dem italienischen Küchenjungen des Restaurants. Am Ende der Lesung sind die Familien glücklich und erlauben den Kindern eine normale Freundschaft. Die Kinder lehnen aber die nächste Zusammenkunft unter dem Vorwand, dass Julia „Mathe lernen“ muss, ab. Beim nächtlichen Spaziergang bereuen Waldemar und Franz diese Aufführung, da sie nichts genützt hat.

### 24. Die Freundin.
Die Agenturchefin ist zutiefst empört über Waldemar`s unangebrachte Witze über Liebe und dass er vermutlich zudringlich wird. Waldemar muss sich um den 2-jährigen Klaus, das Kind der jungen Cellistin Ursula, die die beste Freundin der Agenturchefin ist. Der Vater von Klaus ist ein verheirateter Trompeter ihres Orchesters ist, der sie verlassen hat. Ursula hat seither einen Männerhass und wurde in einem Damenorchester aufgenommen. Waldemar nimmt sich um den kleinen Klaus an, den er lieb gewinnt. Waldemar und Franz besuchen mit dem kleinen Klaus ein Café, wo ein Konzert von Ursulas Orchester zum 5 Uhr Tee stattfindet. Dort kommt es zu Missverständnissen mit dem Ober und Waldemar beträgt sich unmöglich, gratuliert aber dann Ursula zum schönen Musikstück. Nachdem Waldemar den kleinen Klaus schlafenlegt, kommt Ursula betrunken nach Hause und er ist ihr beim Ausziehen des Kleides behilflich, jedoch zerreißt es. Ursula ist in Waldemar so gut wie verliebt und sie schläft am Sofa. Auch Waldemar übernachtet in der Wohnung. Am nächsten Morgen läutet die Agenturchefin an der Tür und Waldemar öffnet. Die Chefin ist darüber gar nicht erfreut und vermutet stark ein Liebesverhältnis zwischen Waldemar und Ursula. Ursula ist vom Vortag noch benommen und sagt, dass sie Waldemar nett findet. Der Grund für das Erscheinen der Agenturchefin war, dass ein Orchester einen Cellisten sucht.
Später trifft Waldemar Damen, die einer Demonstration „Mehr Frauen ins Parlament“ angehören und laden Waldemar zum demonstrieren ein, was er annimmt. Später übergibt Waldemar den kleinen Klaus in der Opaagentur bei Franz ab und Waldemar begibt sich zu Ursula in den Konzertsaal, wo sie ihr Vorspiel ablegen muss. Mit einem Trick versucht Waldemar Ursula als Cellistin in das Orchester zu bringen, indem er sich zur Prüfungskommission gesellt und ihr Spiel über alles lobt. Die Aufnahme in das Orchester gelingt somit. Als Waldemar wieder Klaus betreut, erteilt ihm Ursula eine Absage als Babysitter und verlangt für Klaus eine Oma, was Waldemar kränkt. Später zerrt Waldemar Franz zum Parlament, wo die Demo der Frauen stattfinden sollte. Dort finden sie die Damen aber nicht vor und auch der Polizist kann keine Auskunft geben. Franz hält Waldemar für verrückt.

### 25. Auch das noch.
Waldemar bringt Franz zur Bahn, da er auf Erholung nach Payerbach fährt. Dort begegnet ihnen die unfreundliche Frau Weghuber und Waldemar muss danach mit ihr in einem Taxi fahren. Das Gespräch der beiden ist nicht das Beste. Frau Weghuber hat beschlossen, dass sie ihren Enkel Phillip betreut, indem sie ihn um 5 Uhr früh weckt und Morgengymnastik machen muss, da seine Eltern verreist sind. In der Opaagentur herrscht wegen eines Gulaschs für Waldemar ein heftiger Streit zwischen Frau Wavra und Frau Lindinger und Waldemar bremst den Streit. Zudem hat sich ein kleiner Hund, der Gassi geführt werden soll, vor den „wilden Weibern“ versteckt. Später ist Frau Weghuber verzweifelt und geschockt und ersucht Waldemar um Hilfe, da ihr Enkel Phillip von 3 Gangstern vor ihrer Wohnung entführt worden ist. Auch verweigert sie die Verständigung der Polizei und Waldemar muss sich mit den beiden Briefträgern als Detektive betätigen; müssen die Knaben ausforschen, die die Schule schwänzen. Der Knabe Heinz gibt an, Masern zu haben. Der Knabe Julian wird von ihnen beim Kauf von Radiomaterial beobachtet und vermuten die Herstellung einer Bombe. Später besuchen sie Julian im Haus und fragen ihn nach Phillip. Julian gibt darüber Auskunft. Auf einem Abstellplatz mit Autowracks werden Waldemar und die beiden Briefträger fündig. Phillip und 2 andere Buben verweilen in einem Kleinbus und vergnügen sich. Daraufhin bedrohen die Buben die Opas mit Spritzpistolen; hiermit stellt sich heraus, dass Phillip mit 3 seiner Mitschüler eine Entführung inszenierte, um seiner strengen Großmutter zu entkommen. Waldemar nimmt Phillip in die Opaagentur und als Frau Weghuber erscheint, ist sie überglücklich. Jedoch bleibt die Wahrheit über die Entführung vor Frau Weghuber im Dunkeln. Frau Lindinger weckt um 7 Uhr 30 Waldemar mit einer Gymnastikkassette und als er in die Opaagentur kommt, findet er Franz vor, der frühzeitig von der Erholung heimgekehrt ist. Franz stellt Waldemar zur Rede, dass er sich in der Zeit nicht um die Agentur gekümmert hat. Als er Franz von der Entführung erzählt, reagiert er erbost. Auf der Straße trifft Waldemar erneut auf Frau Weghuber, die ihren wertvollen Ring verloren hat und verlangt von Waldemar, dass er auch diesen finden muss.

### 26. Wer hätte das gedacht.
Der Briefträger überbringt Waldemar einen Brief seiner Schwiegertochter aus Amerika, die die Nachricht überbringt, dass sein Sohn Hans tödlich verunglückt ist. Dieser Schicksalsschlag nimmt Waldemar jede Lebensfreude. Da sich der Briefträger bei Waldemar aufhält, verständigt er Franz, der Waldemar Trost aussprechen will, doch Waldemar ist fast untröstlich und will auch nichts essen. Später kommt seine Schwiegertochter mit dem Enkelsohn John. Als sie bei Waldemar erscheinen, verhält sich John missmutig und ablehnend gegenüber Waldemar und will nicht bei ihm verbleiben. Franz bittet bei der Agenturchefin um ein „starkes“ Kind, das Waldemar von der Trauer ablenkt. Dabei soll das Mädchen Tessa zu ihrer Verwandtschaft in die Steiermark begleitet werden. Als die Chefin Waldemar telefonisch den Auftrag erteilt, lehnt er zuerst ab. Tessa ist froh, dass Waldemar sie begleitet, doch er ist unwillig, macht sich aber doch reisefertig. Auf dem steirischen Weingut wird Waldemar von Karolina, die auf eine landwirtschaftliche Schule geht, fröhlich empfangen und die Kinder bieten Waldemar an, ihn heimlich zu verstecken, da er gerne am Weingut geblieben wäre. Dafür ist er aber zu alt. Zudem ist die Agenturchefin von ihrem Freund Peter enttäuscht und verlassen worden. Auch richten Waldemars Freunde in der Opaagentur eine vorübergehende Wohnung für Waldemars Familie ein. Dort schreibt John eine Liste mit englischen Vokabeln, um den Opas Englisch zu lernen. Da die Opas kein Englisch verstehen, vermuten sie sofort Beschimpfungen, die wiederum John nicht versteht. Als Waldemar zurückkehrt, sagt ihm die Schwiegertochter über die Wohnung der Opaagentur Bescheid. Danach ist Waldemar Zeuge eines Eheversprechens, da er offenbar Peter ins Gewissen redete, was zu einem Erfolg führt. Peter und die Agenturchefin halten aber das bestellte Aufgebot und die Schwangerschaft der Chefin vor Waldemar geheim. Später versucht Waldemar seinen Enkel John lieb zu gewinnen, doch John sperrt sich vor ihm ein. Als Waldemar aber das Kind und den Hund einer Nachbarin hüten muss, nimmt sich John um das Babysitten an und Waldemar ist erstaunt über seine Hand für Kinder. Dann unternehmen Waldemar und John Ausflüge in den Wienerwald und beide gewinnen Vertrauen. Fili Lindinger hat sich auf amerikanische Küche eingestellt und bereitet Hamburger zu. Franz ist außer sich, da sich seltsame Daten im Computer der Opaagentur befinden. Die Opas bestreiten jedoch diese seltsame Eintragung. Danach stellt sich heraus, dass John diese Eintragung machte.
Die Serie endet damit, dass beschlossen wird, dass John vermutlich der nächste Leihopa wird.

## DVD-Veröffentlichung
Am 15. Januar 2009 erschienen alle 26 Folgen als Sammelbox, bestehend aus 6 DVDs.